# ČSD-Baureihe M 132.0
Als ČSD-Baureihe M 132.0 wurden zweiachsige Triebwagen der einstigen Tschechoslowakischen Staatsbahnen (ČSD) für den Verkehr auf Nebenbahnen bezeichnet, die als Entwicklungsträger für die folgenden Reihen M 131.0 und M 122.0 dienten.

## Geschichte

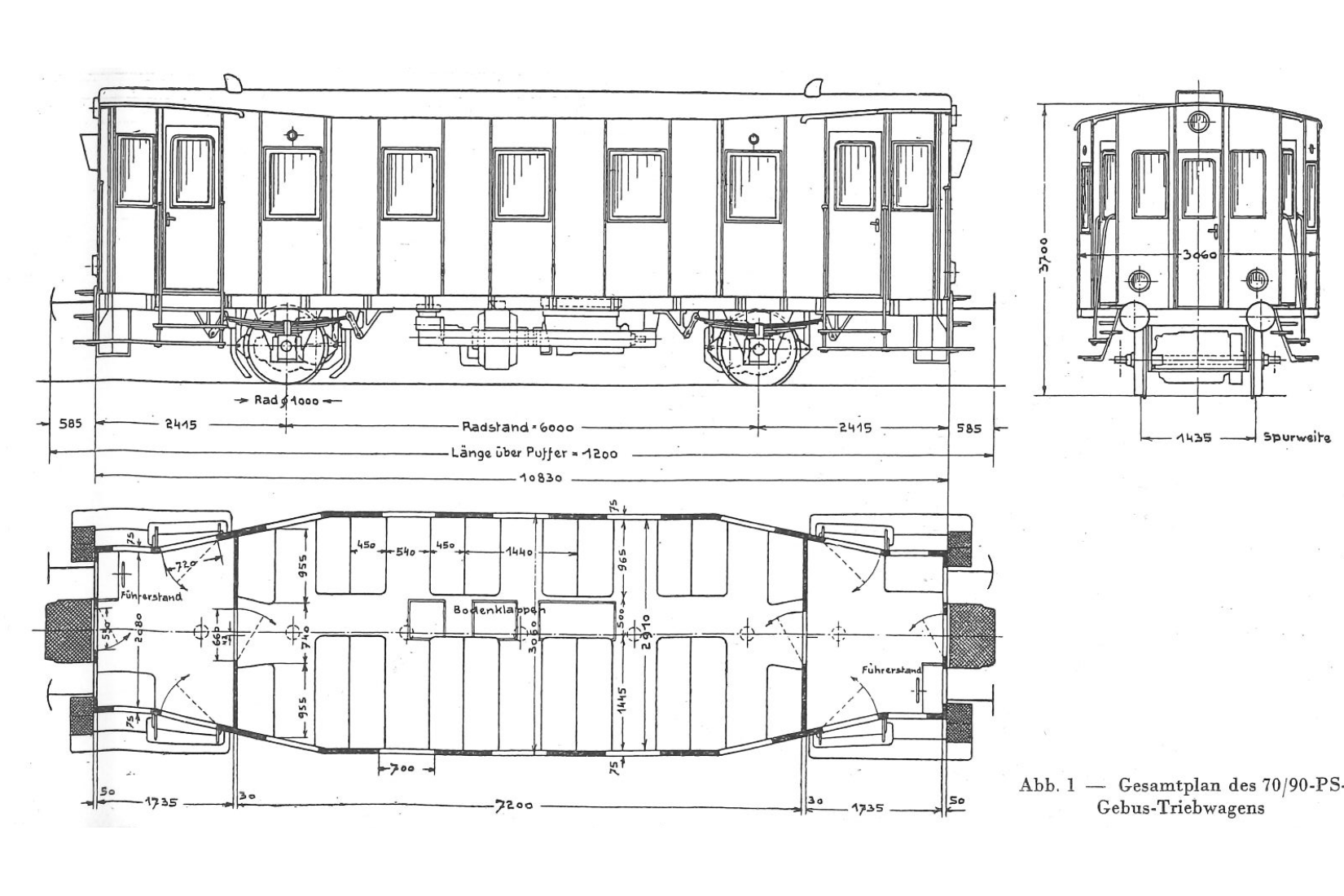
Maßskizze des M 132.0 Quelle:"Verkehrstechnik"

1928 und 1929 wurden bei der Vagonka Studénka in Studénka zwei Serien mit insgesamt fünf Fahrzeugen hergestellt. Die Triebwagen besaßen elektrische Leistungsübertragung nach dem System GEBUS. Die Firma mit ihren Werken in Wien und Salzburg befasste sich mit der elektrischen Ausrüstung von Schienenfahrzeugen. Die Fahrzeuge bildeten die Grundlage für die ČSD-Baureihe M 131.0 und die ČSD-Baureihe M 122.0, die nach 1930 in größerer Stückzahl gefertigt wurden.
Der Prototyp war zu Messfahrten 1928 in Česká Třebová eingesetzt, ferner auf den Strecken Česká Třebová-Rudoltice sowie Rudoltice-Lanškroun.
Dieser wurde in der Zeitschrift Verkehrstechnik ausführlich beschrieben und Messergebnisse von einer Messfahrt auf der Strecke Studenka – Stramberk veröffentlicht. Dort wurden die Leistungsparameter ermittelt, die für die stündliche Zugkraft 1.080 kg und die Anfahrzugkraft 2.000 kg betrugen. Während der Messfahrt wurde mit einer Belastung von 30 - 40 t auf einer Steigung von 25 ‰ in kurvenreicher Umgebung gefahren. Bei den Messfahrten wurde ein Kraftstoff verwendet, der aus 20 % Benzin, 30 % Benzol und 50 % Spiritus bestand.
Im Vergleich zur Dampftraktion wurde durch den Triebwagen eine Energieeinsparung von 5.000 Kronen und eine Personaleinsparung von 3.000 Kronen angeführt. Vermerkt wurde, dass Triebwagen zur damaligen Zeit etwa 300 bis 400 Kilometer pro Tag Laufleistung erzielten und Jahresleistungen von 140.000 Kilometern keine Seltenheit waren.
Betrieblich hatte der Triebwagen den Vorteil, dass der Triebwagenführer keine Schalthandlungen durchführen musste und sich auf die Streckenbeobachtung konzentrieren konnte. Die Zugkraftunterbrechungen während des Schaltvorganges entfielen. Als Beispiel wurden die Bahnverwaltungen in den Vereinigten Staaten angeführt, wo in einer Zeitspanne von drei Jahren der Anteil von Triebwagen mit mechanischer Kraftübertragung von 66 % auf 3 % gesenkt worden war.

## Technische Merkmale

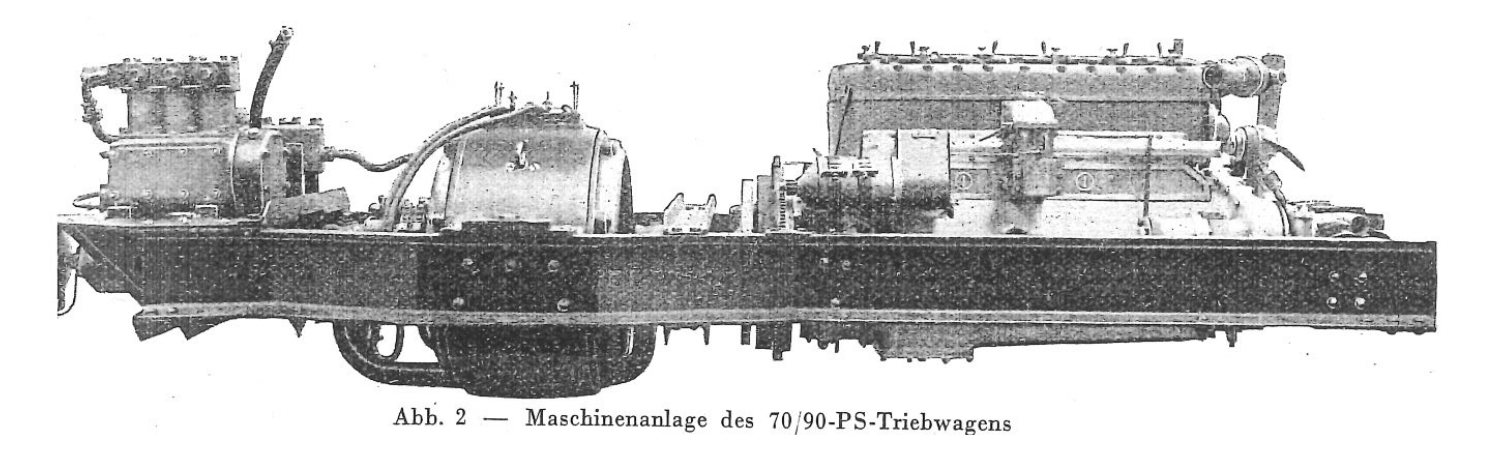
Ansicht der Maschinenanlage des M 132.0 Quelle:"Verkehrstechnik"

Das Fahrzeuge besaß einen Sechszylinder-Viertakt-Benzinmotor von Gräf & Stift. Dieser Motor hatte einen Zylinderdurchmesser von 115 mm und einem Hub von 125 mm. Die Konstrukteure wählten zur Leistungssteigerung einen kleinen Hub und höhere Drehzahl. Der Motor bestand aus zwei Blöcken mit je drei Zylindern, er hatte seitengesteuerte Ventile, eine Wasserkühlung und eine siebenfach gelagerte Kurbelwelle. Das im Motorunterteil gelagerte Schmieröl wurde mit Hilfe einer zwangsläufig angetriebene Pumpe durch die hohle Kurbelwelle zu sämtlichen Schmierstellen des Motors gepumpt. Von hier wurde es durch einen Ölfilter zurück in den Ölbehälter geleitet.
Dieser Motor wurde bei der Reihe M 131.0 verwendet, wo er schlechte Betriebsergebnisse erzielte. Bei der Baureihe M 122.0 wurde dann ein Motor von Tatra eingebaut. Die elektrische Leistungsübertragung nach dem System GEBUS wurde von den Nachfolgebaureihen übernommen. Das Anlassen des Verbrennungsmotors erfolgte dadurch, dass an der Schwungscheibe des Motors ein Bosch-Startermotor mit einem Ritzel in den Zahnkranz der Schwungscheibe eingriff. Die Maschinenanlage war in einem unter dem Untergestell angeschraubten Rahmen gelagert. Sie war sowohl von der Seite als auch vom Fahrgastraum über Klappen gut zugänglich.
Dem Verbrennungsmotor war direkt der Generator angeschlossen, der als Gleichstromnebenschlussmotor ausgebildet war. Er war mit einer kräftigen Gummischeibe mit dem Motor verbunden. Der erzeugte Strom wurde über einen Fahrtwendeschalter einem Hauptbahnmotor zugeführt, der eine Leistung von 70 PS besaß. Dieser trieb über eine Übersetzung von 1:5,6 die Treibachse an. Von der verlängerten Generatorwelle wurde noch der Luftverdichter angetrieben. Das Kühlwasser wurde über Kühlelemente, die an der Stirnseite unterhalb des Wagenfussbodens angeordnet waren, gekühlt. Die Brennstoffbehälter mit einem Fassungsvermögen von 2 × 120 l befanden sich in beiden Vorräumen. Sie waren über eine absperrbare Ausgleichsleitung miteinander verbunden.
Der Wagenkasten war in drei Teile aufgeteilt. Das Abteil für die Reisenden hatte 52 Sitzplätze. Die Führerstände waren vom Fahrgastabteil mit Trennwänden sowie Drehtüren abgeteilt. Das Kastengerippe bestand aus Stahlprofilen und war außen mit Blech verkleidet. Der Innenraum enthielt ein Abteil 3. Klasse, das mit schmalen Verschalungsbrettern ausgekleidet war. Die Sitze waren aus Holz, abwechselnd mit hellen und dunklen Sprossen sowie Armlehnen aus gebogenen Holz. An den Längswänden befanden sich zusätzlich Gepäcknetze. Sämtliche Beschlagteile wie Handgriffe und Haltestangen waren aus Messing hergestellt.
Das Laufwerk war mit Vereinslenkachsen ausgeführt. Die Beleuchtung des Wagens sowie die Scheinwerfer wurden von einer Lichtmaschine von Bosch versorgt, die außerdem zwei unter dem Wagenboden befindliche Batterien speiste. Die Heizung des Motorwagens erfolgte entweder durch die Abgase des Motors oder durch das Kühlwasser. Auf jeder Wagenseite befand sich ein abschaltbares Rohrsystem für eine der beiden Heizmöglichkeiten. Die übrigen Einrichtungen, wie die Bremse, bewährten sich und wurden in den Baureihen M 131.0 und M 122.0 übernommen.

Prinzip der Leistungsübertragung nach dem System Gebus